# Race d'Ep
Pour plus de détails, voir Fiche technique et Distribution.
Race d'Ep est un film documentaire français d'une durée d'une heure et demie réalisé par Lionel Soukaz avec la collaboration de Guy Hocquenghem (1979).

## Historique
Ce film militant est tourné à l'automne 1979, à l'époque des grands mouvements de libération homosexuelle et pour la reconnaissance de l'homosexualité (race d'Ep signifie « pédéraste » en verlan).
Sur des textes de l'écrivain-philosophe Guy Hocquenghem, qui en est l'un des principaux acteurs, ce documentaire est une reconstitution cinématographique de l'histoire gaie et lesbienne sur une période d'un siècle.
Jugé scandaleux lors de sa sortie, Race d'Ep fut classé X. Mais, grâce au soutien d'intellectuels tels que Michel Foucault, Roland Barthes, Gilles Châtelet et Gilles Deleuze, ou d'un dramaturge comme Copi, le film a pu être projeté, mais dans une version expurgée.

## Composition
Le film se compose de quatre parties :
1. L’homosexualité liée à l’œuvre du baron Von Gloeden ;
2. Magnus Hirscheld et l’extermination homosexuelle par les nazis ;
3. L’utopique libération sexuelle des années 60 ;
4. Un dialogue à la Diderot entre un homosexuel parisien et un touriste américain[1].

## Accueil
Pour Jacques Siclier dans Le Monde, « On aurait aimé un film plus sérieux, plus informatif, à l'usage non pas d'" initiés " mais du grand public ».
Pour Les Inrockuptibles, « Lionel Soukaz revisite un siècle d’identité homosexuelle : un formidable écrin pour l’esprit tendrement impitoyable de Guy Hocquenghem ».
Pour l'universitaire Nick Rees-Roberts, Race d'Ep est un film pionnier de la vidéo queer française.
Pour l'universitaire Antoine Damiens, « Race d'Ep nous informe de la nouvelle organisation tant géographique que commerciale de la vie gay parisienne et de l'influence croissante des paradigmes américains de la politique de l'identité sur la scène queer locale ».